# تسعير اختراق السوق
للمزيد من سياسات وإستراتيجيات التسعير الأخرى، يُرجي الرجوع إلى: إستراتيجيات التسعير
تسعير اختراق السوق هو أحد طرق التسعير التي تعتمد على وضع سعر دخول أولي منخفض نسبيًا على المنتجات، وغالبًا ما يكون أقل من سعر السوق النهائي، وذلك بهدف جذب أكبر عدد ممكن من العملاء الجدد. وتقوم الإستراتيجية على توقع أن العملاء سيبدلون إلى العلامة التجارية الجديدة بسبب سعرها الأقل. وعادةً ما يرتبط التسعير لاختراق السوق بهدف تسويقي يسعى لزيادة الحصة في السوق أو حجم المبيعات بدلاً من تحقيق الأرباح على المدى القصير.
تتمثل المزايا التي تحصل عليها الشركة من تسعير اختراق السوق ما يلي:
- يمكن أن ينتج عن ذلك انتشار وتغلغل سريعين في السوق. وبإمكان ذلك تحقيق معدلات عالية من اختراق السوق بصورة سريعة. وهو الأمر الذي يأخذ المنافسين على حين غرةٍ ولا يمنحهم الوقت الكافي للتصرف.
- يمكن أن يخلق سمعة جيدة بين شريحة المستهلكين الأوائل. وهو الأمر الذي يؤدي إلى زيادة حركة التجارة عن طريق الإعلان شفاهة.
- تتسبب في ضغوط لمراقبة التكاليف وخفضها من البداية؛ مما يؤدي إلى زيادة الكفاءة والفعالية.
- عدم التشجيع على دخول منافسين جدد إلى السوق. ويرجع ذلك إلى أن الأسعار المنخفضة تمثل حاجزًا يحول دون دخولهم (انظر القوى التنافسية الخمسة لمايكل بورتر).
- يمكن أن يتسبب في معدل عال لدوران المخزون في جميع قنوات التوزيع. وهذا يزيد الحماس والدعم داخل هذه القنوات بصورة كبيرة.
- يمكن أن يستند على تسعير التكلفة الحدية والذي يُعد فعالاً من الناحية الاقتصادية.

يظل العيب الأساسي في إستراتيجية التسعير لاختراق السوق في أنها تضع توقعات تسعيرية طويلة الأمد للمنتج، وترسم تصورات مسبقة لـالعلامة التجارية والشركة. ويجعل ذلك من الصعب زيادة الأسعار في نهاية الأمر. ويرى بعض المحللين أن التسعير لاختراق السوق يجذب فقط العملاء المتنقلين بين العلامات التجارية (أو مقتنصي الأسعار المنخفضة)، وسيتوقفون عن الشراء فور ارتفاع سعر المنتج. وهناك الكثير من الجدل حول ما إذا كان من الأفضل رفع الأسعار تدريجيًا على مدى سنين (حتى لا يلاحظ المستهلكون هذه الزيادة) أو تطبيق زيادة كبيرة في السعر مرة واحدة فقط. ويعد الحل الأمثل لهذه المشكلة هو تحديد السعر الأولي بناءً على سعر السوق طويل المدى، مع تقديم قسيمة حسم أولية (انظر ترويج المبيعات). وبهذه الطريقة، تبقى مؤشرات السعر المُدركة عالية، بالرغم من أن سعر البيع الفعلي منخفض.
يتمثل أحد العيوب المحتملة الأخرى في أن هوامش الربح المنخفضة ربما لا تكون مستدامة مدة كافية لتصبح الإستراتيجية فعالة.
يكون التسعير لاختراق السوق أنسب عندما:
- يتسم الطلب على المنتج بمرونة سعرية عالية.
- تتوفر وفورات الحجم الأساسية.
- يكون المنتج مناسبًا للسوق الكبيرة وواسعة النطاق (أي؛ وجود طلب كافٍ على المنتج).
- يتوفر احتمال مواجهة المنتج لمنافسة قوية فور نزوله الأسواق.
- لا يوجد طلب كافٍ على المنتج بين المستهلكين للعمل على تخفيض الأسعار.
- في الصناعات التي يكون التوحيد القياسي مهمًا. غالبًا ما يصبح المنتج الذي يحقق معدل اختراق عاليًا للسوق هو معيار الصناعة (مثل، مايكروسوفت ويندوز)، في حين يتم تهميش المنتجات الأخرى بغض النظر عن مزاياها. وتتحمل المنتجات المعيارية قوة دافعة كبيرة.

يوجد شكل آخر لإستراتيجية التسعير لاختراق السوق؛ وهو نموذج «الطُعم والصنارة» (المعروف أيضًا باسم نموذج العمل الموس وشفرة الحلاقة)، حيث يتم بيع المنتج الأولي بسعر منخفض للغاية إلا أنه يحتاج إلى قطع غيار أغلى (مثل العبوات الجديدة) التي تُباع بأسعار أعلى. ويكاد يكون ذلك التكتيك عالميًا يُطبّق في تجارة طابعات الحاسوب، حيث يتم بيع الطابعة الواحدة في الولايات المتحدة بسعر مائة دولار فقط، بالإضافة إلى خرطوشتي حبرٍ (غالبًا ما تكون نصف ممتلئة) والتي يتطلب استبدال كل واحدةٍ منهما حوالي ثلاثين دولارًا. وبذلك، تحقق الشركة أموالاً أكثر من بيع خراطيش الحبر عما تحققه من بيع الطابعات نفسها.
وإذا ما انتقلنا إلى أكثر الحالات تطرفًا، يُعرف تسعير اختراق السوق باسم السعر الافتراسي، حيث تقوم الشركة في بداية الأمر ببيع المنتج أو الخدمة بسعر منخفض غير دائم لإقصاء جميع المنافسين واحتكار السوق. وفي معظم الدول، يُعد التسعير الافتراسي غير قانوني، ذلك بالرغم من صعوبة التمييز بين التسعير الافتراسي غير القانوني وتسعير اختراق السوق القانوني.